# Мамедов, Сахавет Амирхан оглы
Сахавет Амирхан оглы Мамедов (азерб. Səxavət Əmirxan oğlu Məmmədov; 23 октября 1953, Абдалгюлаблы — 30 сентября 1991) — азербайджанский певец-ханенде.

## Биография
Родился 23 октября 1953 года в селе Абдалгюлаблы Агдамского района. 
В 1971 поступил в музыкальное училище им. Асафа Зейналлы. С 1983 по 1988 годы обучался в Азербайджанском государственном институте искусств.
Погиб 30 сентября 1991 года в результате автомобильной катастрофы. Похоронен в селе Абдалгюлаблы.

## Творчество
С 1976 года солист народно-инструментального ансамбля «Хумаюн».
В 1988 году была выпущена первая пластинка Сахавета Мамедова.
В 1989 году им же был организован ансамбль «Карабах».
Сахавета Мамедова часто называют «золотым голосом Азербайджана» и «Карабахским соловьём». Мугамы в его исполнении оставили навсегда свой след в искусстве Азербайджана.

## Семья
Сын — азербайджанский дипломат Бахтияр Мамедов.
Брат — заслуженный артист Азербайджана Фируз Сахавет.